# Place de l'Ormeau
Pour l’article homonyme, voir Place des Ormeaux.
La place de l'Ormeau (en occitan : plaça de l'Olmat) est une voie de Toulouse, chef-lieu de la région Occitanie, dans le Midi de la France.

## Situation et accès

### Description
La place de l'Ormeau est une voie publique. Elle se situe à la limite des deux quartiers de la Terrasse et de Montaudran, dans le secteur 5 - Sud-Est.
Elle forme un triangle irrégulier d'environ 4 000 m², formé au nord par l'avenue Jean-Rieux et au sud par l'avenue Antoine-de-Saint-Exupéry.

### Voies rencontrées
La place de l'Ormeau rencontre les voies suivantes, dans l'ordre des numéros croissants :
1. Avenue Jean-Rieux
2. Avenue Antoine-de-Saint-Exupéry
3. Impasse Hubert-Latham
4. Avenue Antoine-de-Saint-Exupéry
5. Rue Raymond-Corraze
6. Impasse Dargassis

### Transports
La place de l'Ormeau est traversée et desservie par la ligne de Linéo L9, ainsi que par la ligne de bus 23. De plus, elle abritera en 2028 une station de la ligne de métro , la station Ormeau.
La station de vélos en libre-service VélôToulouse la plus proche est la station no 201 (256 avenue Antoine-de-Saint-Exupéry).

## Odonymie
La place tient son nom d'un ormeau qui s'y trouvait. Son souvenir était lié à un épisode héroïque de la bataille de 1814 : un chasseur du 21e régiment de chasseurs à cheval, isolé de son peloton et cerné par des hussards anglais, se serait battu jusqu'à la mort, appuyé sur l'arbre, plutôt que de céder.